# Sypertype
Sypertype  — это инди-игра головоломка, разработанная немецким программистом Филиппом Штолленмайером. Игрок печатает набор букв, чтобы затем наблюдать за падением этих букв на платформы. 

## Игровой процесс
Игра представляет собой физическую алфавитную головоломку, где буквы представлены, как фигуры, подчиняющиеся законам физики. Буквы падают на заданные платформы и должны упасть таким образом, чтобы соприкоснуться с одной или несколькими точками. Сверху представлена строка ввода, где игрок вводит ряд букв. Сами буквы ведут себя, как физические фигуры, то есть при падении могут катится, отскакивать и застревать. Задача игрока – подобрать правильные буквы, например буква «О» хорошо перекатывается, буква «i» подходит для попадания в самые узкие ячейки платформы. Буквы «n» или «w» могут выступать крючками и так далее. На некоторых уровнях встречаются платформы, отталкивающие вверх буквы, или игрок может сам рисовать платформы в виде линии, чтобы направить падение букв.

## Создание
Игра была разработана немецким программистом Филиппом Штолленмайером, который пришёл к идее создать игру, когда увидел страницу учебного веб-сайта SuperHi. Сайт демонстрировал, как их логотип в виде двух букв «hi» падает вниз по линии. После этого программист задумал создать игру, основываясь на идее того, что 26 букв алфавита – это различные геометрически формы, подчиняющиеся законам физики. Для Штолленмайера игра Sypertype стала шестнадцатым проектом. Разработчик заметил, что его главная проблема была связана с тем, что он должен был закончить разработку за максимально сжатые сроки, так как планировал принять участие в конкурсе мероприятия Indie Game. Другая сложность заключалась в поиске баланса сложности, Штолленмайер заметил, что в 90% случаев тестирования игры, она оказывается слишком сложной, либо слишком простой, и методом проб и ошибок приходится добиваться «золотой середины». Разработчик также заметил, что создавал игру для представителей любой демографической аудитории и что он работал прежде всего над идеей и художественным произведением, а не коммерческим продуктом, поэтому сразу решил, что выпустит платное приложение без какой либо рекламы внутри игры.
Выход игры состоялся 25 апреля 2019 года для мобильных платформ с операционными системами iOS и Android. Игра Sypertype была номинирована на лучшею немецкую игру 2019 года со стороны наградного бюро German Computer Game Award наряду с игрой See/Saw, также разработанной Штолленмайером.

## Критика
| Сводный рейтинг    | Сводный рейтинг |
| Агрегатор          | Оценка          |
| ------------------ | --------------- |
| Metacritic         | 77/100 (iOS)    |
| Иноязычные издания |                 |
| Издание            | Оценка          |
| AppAdvice          | 8,9/10          |
| KickMyGeek         | 8/10            |
| Metro GameCentral  | 8/10            |
| Pocket Gamer UK    | [ 9 ]           |
| 148Apps            | [ 10 ]          |

Игра получила положительные оценки от игровых критиков, средняя оценка на сайте-агрегаторе Metacritic для мобильной версии составила 77 баллов из 100 возможных.
Редакция Metro.co.uk назвала Sypertype «блестящей и красивой игрой, заставляющей игрока думать о букве не как она произносится, а на какой бок упадёт». Кристина Чан с сайта Appadvice аналогично заметила, что Sypertype изменит у игрока представление о том, что такое слова. Критик похвалила игру за её оригинальность, учитывая, что несколькими годами раньше «App Store заполонили однотипные игры, подобные кроссворду», а также за её красивый и объёмный визуальный стиль, даже не смотря на то, что игра является двухмерной. Критик также похвалила игру за её простое и интуитивно понятное управление.
По Оливье, критик сайта KickmyGeek назвал идею того, что буквы падают, отскакивают и зацепляются за углы – действительно очень странной, оригинальной и великолепной. Несмотря на внешнею простоту, каждый уровень заставит игрока ломать голову, подбирая бесконечные комбинации из букв. Критик также назвал визуальное оформление игры мягким и приятным, хотя и не самым оригинальным. Также критик был разочарован отсутствием музыкального сопровождения.
Гэрри Слейтер с сайта Pocker Gamer заметил, что игра предлагает крайне оригинальную концепцию «игры со словами» и реализует её блестяще и без скуки. Тем не менее критик указал на то, что несовершенство физического движка заставляет  игрока подбирать буквы методом проб и ошибок, что несомненно портит общее впечатление от игры.